# San Aggelos S’agapisa
San Aggelos S’agapisa (grekiska: Σαν άγγελος σ'αγάπησα, sv: Som en ängel älskade jag dig) är en cypriotisk låt framförd av den cypriotiske sångaren Christos Mylordos. Låten är skriven av Mixalis Antoniou och Andreas Anastasio. 
Låten presenterades som ett internt val som Cyperns bidrag till Eurovision Song Contest 2011 den 20 januari 2011. Låten kommer dock inte att framföras förrän i slutet av februari 2011.